# Carol Gilligan
Carol Gilligan, född 28 november 1936 i New York, är en amerikansk psykolog och pedagog.
Gilligan blev ordinarie professor vid Harvard Graduate School of Education 1988. Hon är känd för sin forskning om människans moralorientering och dess utveckling. I skrifter som In a Different Voice (1982; "Med kvinnors röst") hävdar hon att denna skiljer sig mellan män och kvinnor; för män är det grundläggande att trygga rättvisa och rättigheter, medan kvinnor är inriktade på ge omvårdnad och omtanke. Hon har därigenom grundlagt omsorgsetiken.